# Batu-Inseln

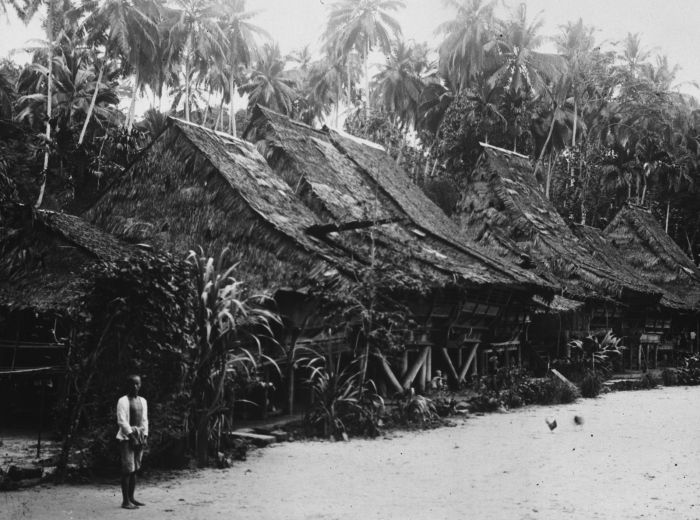
Wohnhäuser auf Telo (1922)

Die Batu-Inseln (indonesisch Kepulauan Batu, wörtlich „Inselgruppe Stein“) sind eine Inselgruppe vor der Westküste Sumatras im Malaiischen Archipel und gehören zum Regierungsbezirk Nias Selatan in der indonesischen Provinz Nordsumatra.
Sie bilden das Glied einer Inselkette, die sich zwischen 5° nördlicher und 4° südlicher Breite von Simeulue bis Enggano hinzieht – im Süden liegt Siberut (die nördlichste der Mentawai-Inseln), im Norden Nias.
Die Batu-Inseln sind zusammen etwa 1.154 km² groß. Neben den 48 kleineren Inselchen, davon nur etwa zwanzig bewohnt, gehören dazu drei etwa gleich große Hauptinseln:
- Pini mit einer Fläche von 312,7 km² und der höchsten Erhebung von 82 m[1]
- Tanahmasa mit einer Fläche von 344,3 km² und der höchsten Erhebung von 204 m[2]
- Tanahbala mit einer Fläche von 467,6 km² und der höchsten Erhebung von 302 m[3]

Die Bevölkerung hatte früher zahlreiche Bindungen nach Nias. 
Die rund 10.500 Einwohner sind hauptsächlich Malaien. Verwaltungszentrum ist Pulautelo auf der gleichnamigen Insel Telo.
Der Äquator streift die Nordspitze Tanahmasas. 